# Steinhagen, Gütersloh
Steinhagen là một đô thị ở huyện Gütersloh trong bang Nordrhein-Westfalen, Đức. Đô thị này tọa lạc ở rìa nam của rừng Teutoburg, khoảng 10 km về phía tây của Bielefeld và 15 km về phía bắc Gütersloh.